# Jack Hedley (cầu thủ bóng đá người Anh)
John Robert Hedley (sinh năm 1923) là một cầu thủ bóng đá người Anh thi đấu cho Sunderland A.F.C từ năm 1950 đến năm 1959 từ Everton.